# Forcipomyia matsumurai
Forcipomyia matsumurai är en tvåvingeart som beskrevs av Kitaoka 1994. Forcipomyia matsumurai ingår i släktet Forcipomyia och familjen svidknott. Inga underarter finns listade i Catalogue of Life.